# Чемпионат Австралии по кёрлингу среди женщин 2024
Чемпионат Австралии по кёрлингу среди женщин 2024 проводился с 13 по 16 мая 2023 года в городе Несби (Новая Зеландия) на арене Naceby Curling Club.
Победитель чемпионата получал право представлять Австралию как её женская сборная на Панконтинентальном чемпионате 2024.
В чемпионате принимали участие 4 команды.
Победителями чемпионата стала команда скипа Хелен Уильямс (она стала чемпионом среди женщин в 6-й раз как игрок и как скип; из них первые 4 раза были, когда её звали Хелен Райт), победившая в финале команду скипа Энн Пауэлл; бронзовые медали завоевала команда скипа Roslyn Gallagher.
Одновременно и там же проходил Чемпионат Австралии по кёрлингу среди мужчин 2024.

## Формат соревнований
На первом, групповом этапе команды в одной группе играют между собой по круговой системе в один круг. Три лучшие команды выходят во второй этап, плей-офф, проводящийся по «неполной» олимпийской системе: команды, занявшие на групповом этапе 2-е и 3-е места, играют в полуфинале; победитель полуфинала встречается с командой, занявшей на групповом этапе 1-е место, в финальной серии «до двух побед» (то есть проводится максимум 3 матча). Бронзовые медали получает команда, проигравшая в полуфинале.
Все матчи проводятся в восемь эндов.
Время начала матчей указано местное летнее (UTC+13:00).

## Составы команд
| Четвёртый        | Третий              | Второй            | Первый             | Запасной                      |
| ---------------- | ------------------- | ----------------- | ------------------ | ----------------------------- |
| Roslyn Gallagher | Агнеш Сентаннай     | Michelle Dunstone | Joanne Robins      | Дженнифер Уэстхейген          |
| Энн Пауэлл       | Amanda Hluschak     | Nicole Hewett     | Fiona Foley        |                               |
| Carolyn Swan     | Elizabeth Henderson | Megan Katz        | Delaney Hyde       |                               |
| Хелен Уильямс    | Sara Westman        | Karen Titheridge  | Kristin Tsourlenes | Michelle Fredericks-Armstrong |

(скипы выделены полужирным шрифтом; источник: )

## Групповой этап
|    | Команда          | A1   | A2   | A3   | A4   | В | П | Место |
| -- | ---------------- | ---- | ---- | ---- | ---- | - | - | ----- |
| A1 | Roslyn Gallagher | *    | 3:11 | 14:0 | 1:10 | 1 | 2 | 3     |
| A2 | Энн Пауэлл       | 11:3 | *    | 15:2 | 6:7  | 2 | 1 | 2     |
| A3 | Carolyn Swan     | 0:14 | 2:15 | *    | 0:13 | 0 | 3 | 4     |
| A4 | Хелен Уильямс    | 10:1 | 7:6  | 13:0 | *    | 3 | 0 | 1     |

     команды, выходящие в плей-офф

## Плей-офф
|  | Полуфиналы | Полуфиналы       | Полуфиналы       | Полуфиналы       | Полуфиналы       | Полуфиналы       | Полуфиналы       | Полуфиналы       | Полуфиналы       | Полуфиналы |     |               | Финальная серия до 2-х побед | Финальная серия до 2-х побед | Финальная серия до 2-х побед | Финальная серия до 2-х побед | Финальная серия до 2-х побед | Финальная серия до 2-х побед | Финальная серия до 2-х побед | Финальная серия до 2-х побед | Финальная серия до 2-х побед | Финальная серия до 2-х побед |
|  |            |                  |                  |                  |                  |                  |                  |                  |                  |            |     |               |                              |                              |                              |                              |                              |                              |                              |                              |                              |                              |
|  |            |                  |                  |                  |                  |                  |                  |                  |                  |            |     |               |                              |                              |                              |                              |                              |                              |                              |                              |                              |                              |
|  |            |                  |                  |                  |                  |                  |                  |                  |                  |            | A-1 | Хелен Уильямс | Хелен Уильямс                | Хелен Уильямс                | Хелен Уильямс                | Хелен Уильямс                | 10                           | 6                            | .                            | 2                            |                              |                              |
|  |            |                  |                  |                  |                  |                  |                  |                  |                  |            | A-1 | Хелен Уильямс | Хелен Уильямс                | Хелен Уильямс                | Хелен Уильямс                | Хелен Уильямс                | 10                           | 6                            | .                            | 2                            |                              |                              |
|  |            |                  |                  |                  |                  |                  |                  |                  |                  |            |     |               |                              | Энн Пауэлл                   | Энн Пауэлл                   | Энн Пауэлл                   | Энн Пауэлл                   | Энн Пауэлл                   | 5                            | 4                            | .                            | 0                            |
|  | A-2        | Энн Пауэлл       | Энн Пауэлл       | Энн Пауэлл       | Энн Пауэлл       | Энн Пауэлл       | Энн Пауэлл       | Энн Пауэлл       | Энн Пауэлл       | 9          |     |               |                              | Энн Пауэлл                   | Энн Пауэлл                   | Энн Пауэлл                   | Энн Пауэлл                   | Энн Пауэлл                   | 5                            | 4                            | .                            | 0                            |
|  | A-2        | Энн Пауэлл       | Энн Пауэлл       | Энн Пауэлл       | Энн Пауэлл       | Энн Пауэлл       | Энн Пауэлл       | Энн Пауэлл       | Энн Пауэлл       | 9          |     |               |                              |                              |                              |                              |                              |                              |                              |                              |                              |                              |
|  | A-3        | Roslyn Gallagher | Roslyn Gallagher | Roslyn Gallagher | Roslyn Gallagher | Roslyn Gallagher | Roslyn Gallagher | Roslyn Gallagher | Roslyn Gallagher | 5          |     |               |                              |                              |                              |                              |                              |                              |                              |                              |                              |                              |
|  | A-3        | Roslyn Gallagher | Roslyn Gallagher | Roslyn Gallagher | Roslyn Gallagher | Roslyn Gallagher | Roslyn Gallagher | Roslyn Gallagher | Roslyn Gallagher | 5          |     |               |                              |                              |                              |                              |                              |                              |                              |                              |                              |                              |
|  |            |                  |                  |                  |                  |                  |                  |                  |                  |            |     |               |                              |                              |                              |                              |                              |                              |                              |                              |                              |                              |

Полуфинал. 15 мая, 14:00
| Площадка C       | 1 | 2 | 3 | 4 | 5 | 6 | 7 | 8 | Всего |
| Энн Пауэлл       | 2 | 3 | 2 | 0 | 1 | 1 | 0 | X | 9     |
| Roslyn Gallagher | 0 | 0 | 0 | 3 | 0 | 0 | 2 | X | 5     |

Финальная серия до двух побед
Матч 1. 16 мая, 8:30
| Площадка B    | 1 | 2 | 3 | 4 | 5 | 6 | 7 | 8 | Всего |
| Хелен Уильямс | 3 | 0 | 0 | 3 | 1 | 0 | 3 | X | 10    |
| Энн Пауэлл    | 0 | 3 | 1 | 0 | 0 | 1 | 0 | X | 5     |

Счёт в серии 1:0 (в пользу команды скипа Хелен Уильямс).
Матч 2. 16 мая, 13:30
| Площадка C    | 1 | 2 | 3 | 4 | 5 | 6 | 7 | 8 | Всего |
| Энн Пауэлл    | 0 | 0 | 2 | 0 | 1 | 0 | 1 | X | 4     |
| Хелен Уильямс | 2 | 0 | 0 | 2 | 0 | 2 | 0 | X | 6     |

Счёт в серии 2:0 (в пользу команды скипа Хелен Уильямс, которая тем самым выиграла финальную серию).
Матч 3. 16 мая, 18:30. Матч не проводился

## Итоговая классификация
| Место | Команда          | И | В | П |
| ----- | ---------------- | - | - | - |
| 1     | Хелен Уильямс    | 5 | 5 | 0 |
| 2     | Энн Пауэлл       | 6 | 3 | 3 |
| 3     | Roslyn Gallagher | 4 | 1 | 3 |
| 4     | Carolyn Swan     | 3 | 0 | 3 |